# Johannes Brahms
Johannes Brahms, nemški skladatelj in pianist, * 7. maj 1833, Hamburg, Nemčija, † 3. april 1897, Dunaj, Avstrija.
Brahms je odraščal kot sin kontrabasista, kasneje pa je navezal prijateljstvo s skladateljem Robertom Schumannom in tudi po njegovi smrti ostal v tesnih stikih z njegovo vdovo, pianistko Claro Wieck Schumann, ki je postala njegova zaupnica in svetovalka. Kot skladatelj je deloval na Dunaju, v mnogočem pa je nadaljeval pot Ludwiga van Beethovna, od tod tudi znana krilatica, da je njegova simfonija št. 1 v bistvu Beethovnova simfonija št. 10 (slednji je skomponiral devet simfonij). Brahms se je nagibal h klasicistični glasbeni formi, ki pa je vsebovala romantične harmonske značilnosti, navkljub temu pa je ostajal konvencionalnejši skladatelj od glasbenih inovatorjev svojega časa, npr. Richarda Wagnerja ali Franza Liszta. 
Njegova najpomembnejša dela so: štiri simfonije, Nemški rekviem, Madžarski plesi, dva klavirska koncerta, violinski koncert, Dvojni koncert za violino, violončelo in klavir, itd.
Svoje delovne počitnice je pogosto preživljal ob Vrbskem jezeru na avstrijskem Koroškem. Ustvarjanje velikih simfoničnih del je za Brahmsa pomenilo večen boj, povezan s trudom in večkrat tudi nerazumevanjem okolice. To dokazujejo tako porodni krči ob skladateljevem prvem Klavirskem koncertu kot tudi dejstvo, da se je za ustvarjanje opusa štirih simfonij odločil zelo pozno, pri štiriinštiridesetih, potem ko je dokazal svoje kompozicijsko mojstrstvo v številnih klavirskih, komornih in vokalnih skladbah. Leta 1876 je nastala Prva, leto pozneje Druga simfonija, leta 1885 pa Tretja in Četrta. Vmes sta nastala Violinski in Drugi klavirski koncert. Brahms je svoje simfonične dileme razložil Clari Schumann z besedami: Nekaj popolnoma drugega je skladati za instrumente, ki jih poznaš le bežno in jih lahko slišiš samo v glavi, kot za klavir. Pri klavirju vem, kaj pišem in zakaj pišem tako ali drugače.
Brahms je komponiral za klavir, komorne ansamble, simfonični orkester in za glas in zbor. Kot virtuoz pianist, ki je premierno doživel mnogo svojih del, je delal z nekaterimi vodilnimi izvajalci svojega časa: pianistko Claro Schumann in violinistom Josephom Joachimom. Veliko njegovih del predstavlja stebre sodobnega koncertnega repertoarja. Brahms, brezkompromisen perfekcionist, je mnogo svojih del uničil, drugih nekaj pa je ostalo neobjavljenih.
Brahmsa pogosto štejejo hkrati za tradicionalista in inovatorja. Njegova glasba je trdno zasidrana v strukturah in kompozicijski tehniki baročnih in klasičnih mojstrov. Bil je mojster kontrapunkta, zapletene in zelo disciplinirane umetnosti, ki so jo razvijali Johann Sebastian Bach, Joseph Haydn, Wolfgang Amadeus Mozart, Ludwig van Beethoven in drugi skladatelji. Medtem ko so mnogi sodobniki menili, da je Brahmsova glasba preveč »akademska«, so bila njegova dela izhodišče in navdih za celo generacijo skladateljev.

## Življenjepis

### Zgodnja leta
Rodil se je v Hamburgu v luteranski družini in preživel velik del svojega poklicnega življenja na Dunaju, kjer je bil vodja glasbene scene. V svojem življenju je bil priljubljen in vpliven.
Brahmsov oče, Johann Jakob Brahms (1806-1872), je prišel do Hamburga iz Dithmarschen, kjer je delal kariero mestnega glasbenika. Obvladal je več instrumentov, večinoma pa igral rog in kontrabas. Leta 1830 je poročil Johanno Henriko Christiane Nissen (1789-1865), šiviljo, ki je bila sedemnajst let starejša. Johannes Brahms je imel starejšo sestro in mlajšega brata. Sprva so živeli v bližini mestnega pristanišča v hamburški četrti Gängeviertel, kasneje pa v majhni hiši v Dammtorwallu, mestecu v Inner Alster.
Johann Jakob je prvi glasbeno izobraževal sina. S sedmimi leti se je ta začel učiti klavir pri Ottu Friedrichu Willibaldu Cosselu. Zaradi revščine v družini je moral mladi Brahms prispevati k družinskemu dohodku z igranjem na klavir v plesnih dvoranah. 
V tem času se je Brahms učil tudi violončelo. Po Ottu Cosselu je študiral klavir pri Eduardu Marxsenu, ki je študiral na Dunaju z Ignazom von Seyfriedom (Mozartovim učencem) in Carlom Mario von Bockletom (tesnim Schubertovim prijateljem). Mladi Brahms je koncertiral v Hamburgu, vendar ni postal znan kot pianist vse do svojega devetnajstega leta.

### Srečanje z Joachimom in Lisztom
Komponirati je začel zelo zgodaj v življenju, vendar je kasneje uničil večino izvodov svojih prvih del. Skladbe pri občinstvu niso bile sprejete, dokler se ni odpravil na koncertno turnejo kot korepetitor madžarskega violinista Eduarda Reményija v aprilu in maju 1853. Na tej turneji se je v pri Hannovru srečal z Josephom Joachimom in odšel na dvor v Weimar, kjer se je srečal Franza Liszta, Petra Corneliusa in Joachima Raffa.

### Pri Schumannovih
Po turneji v Porenju se je Brahms z vlakom odpeljal v Düsseldorf in se ustavil pri družini Schumann. Schumann, presenečen nad talentom 20-letnika, je 28. oktobra 1853 v reviji Neue Zeitschrift für Musik objavil članek z naslovom »Neue Bahnen« (Nove poti) in opozoril javnost na mladeniča. V Düsseldorfu je Brahms sodeloval z Schumannom in Albertom Dietrichom.
Brahms se je kmalu zelo navezal na Schumannovo ženo, 14 let starejšo skladateljico in pianistko Claro, ter z njo prijateljeval vse življenje. Po Schumannovem poskusu samomora in internaciji v sanatoriju je pohitel nazaj v Düsseldorf da bi jo razvedril z igranjem klavirja ter ji pomagal pri skrbi za gospodinjstvo (v tem času je pričakovala Schumannovega osmega otroka). V naslednjih dveh letih je živel v stanovanju nad Schumannovo hišo ter zavoljo Clare začasno postavil svojo kariero na stranski tir. Po Schumannovi smrti leta 1856 je nenadoma odpotoval, kar je Claro prizadelo, a sta ohranila redne stike tudi kasneje.
Nikoli se ni poročil. Imel je nekaj romantičnih zvez, vendar je razdrl svojo edino zaroko, z Agathe von Siebold v Göttingenu leta 1859.

### Detmold in Hamburg
Po Schumannovi smrti v sanatoriju leta 1856 je Brahms deloval med Hamburgom, kjer je ustanovil in vodil ženski zbor, ter Detmoldom v Kneževini Lippe, kjer je bil dvorni glasbeni pedagog in dirigent. Bil je solist na premieri svojega Klavirskega koncerta št. 1 leta 1859. Prvič je obiskal Dunaj leta 1862, ostal tam čez zimo in bil leta 1863 imenovan za dirigenta Dunajske Singakademie. S tega mesta je po letu dni odstopil. Med letoma 1872-1875 je bil direktor koncertov Wien Gesellschaft der Musikfreunde, po tistem pa ni sprejel nobene formalne službe več. Leta 1877 je dobil častni doktorat Univerze v Cambridgeu, leta 1879 Univerze v Breslau, in komponiral za Akademski Festival.

### Leta priljubljenosti
leta 1868 je bila v Bremnu premiera nemškega Requiema, Brahmsovega največjega zborovsega dela. To delo je Brahmsu utrdilo evropski ugled in mu vrnilo zaupanje vase. Leta 1876 je napisal prvo simfonijo, ostale tri simfonije so nato sledile v letih 1877, 1883 in 1885. Od 1881 je preizkušal svoja nova orkestralna dela z dvornim orkestrom Duka Meiningena, katerega dirigent je bil Hans von Bülow. Sam je bil solist na premieri svojega Klavirskega koncerta št 2. leta 1881 v Pešti.
Brahms je pogosto potoval, tako zaradi zaslužka kot zaradi užitka. Od 1878 dalje je spomladi pogosto obiskoval Italijo, kjer je v kakšnem prijetnem podeželskem mestu skladal. Rad se je sprehajal in užival v naravi. Leta 1889 je Theo Wangemann, predstavnik ameriškega izumitelja Thomasa Edisona, obiskal skladatelja na Dunaju in ga povabil na poskusno snemanje. Brahms je igral skrajšano različico svojega prvega madžarskega plesa na klavirju, kar je prvi znani posnetek katerega od velikh skladateljev na fonografu, vendar slabe kakovosti, saj je tedanja snemalna tehnika slabo registrirala klavirski zvok. Kasneje je bila izdana LP plošča zgodnjih nastopov, ki jo je sestavil Gregor Benko. Leta 1889 je bil Brahms imenovan za častnega meščana Hamburga.
Na račun uspeha svojih del je bil precej premožen in je pogosto tudi z večjimi zneski podpiral prijatelje in mlade glasbenike, sam pa je živel skromno v majhnem stanovanju z eno hišno pomočnico.

### Poznejša leta
Leta 1890 se je 57-letni Brahms odločil, da ne bo več komponiral. Kasneje si je premislil in v letih pred smrtjo ustvaril vrsto priznanih mojstrovin. Klarinetistu Richardu Mühlfeldu je posvetil Trio za klarinet, op. 114, kvintet za klarinet, op. 115 (1891) in dve Sonati za klarinet, op. 120 (1894). Napisal je tudi več ciklov klavirskih del, op. 116-119, pesmi Vier ernste Gesänge, op. 121 (1896), in enajst koralov preludijev za orgle, op. 122 (1896).
Medtem ko je zaključeval op. 121 pesmi, se je Brahmsu razvil rak, ki se je navzven kazal predvsem kot zlatenica (viri si niso enotni o tem ali je bil to rak jeter in trebušne slinavke). Njegovo stanje se je postopoma slabšalo. Umrl je 3. aprila 1897 v 64. letu starosti, pokopan je bil na dunajskem pokopališču Zentralfriedhof.

## Dela
Brahms je napisal vrsto pomembnih del za orkester: dve serenadi, štirih simfonije, dva klavirska koncerta (št. 1 v d-molu, številka 2 v B-duru), Koncert za violino, koncert za violino in violončelo in dve orkestrski uverturi - za Akademski Festival in Tragična uvertura. Predvsem njegova klavirska dela slovijo kot izjemno težka za izvajalce.
Njegovo veliko zborovsko delo Nemški Rekvijem ni napisano na osnovi liturgičnih besedil Missa pro defunctis, temveč besedil, ki jih je Brahms izbral iz luteranske biblije. Delo je sestavljeno iz treh glavnih obdobij njegovega življenja. Zgodnja različica je bila prvič sestavljena leta 1854, ne dolgo po Schumannovem poskusu samomora. Večina Rekvijema je bila sestavljena po smrti njegove matere leta 1865. Peta sprememba je bila dodana po uradni premieri leta 1868 in tako delo je bilo objavljeno leta 1869.
Brahmsova dela v obliki variacij so med drugim: Variacije in fuga na temo Händlovih in Paganinijevih variacij v različicah za dva klavirja in za orkester. Sklepni del četrte simfonije, op. 98, je formalno passacaglia.
Njegova komorna dela obsegajo tri godalne kvartete, dva godalna kvinteta in dva seksteta, kvintet za klarinet, trio za rog, klavirski kvintet, tri klavirske kvartete in štiri klavirske trie (četrti je bil objavljen posthumno). Napisal je več instrumentalnih sonat za klavir, tri za violino, dve za violončelo in dve za klarinet. Dela za solo klavir obsegajo njegove zgodnje sonate in balade. Brahms je bil pomemben skladatelj samospevov in je napisal več kot 200 pesmi. Njegov koral preludij za orgle, op. 122, ki ga je napisal tik pred smrtjo, je postal pomemben del koncertnih repertoarjev.
Brahms je bil skrajni perfekcionist. Tekom let je spreminjal in dopolnjeval svoja dela in verjetno uničil več partitur kot jih je objavil, zato predstavljajo njegova znana dela samo manjši del njegovega ustvarjanja. Imel je močno željo pisati absolutno glasbo, ki se ne sklicuje na poseben prizor ali dogodek, zato nikoli ni napisal opere ali simfonične pesnitve.
Med najbolj cenjena lažja Brahmsova dela sodijo njegovi madžarski plesi, valčki za klavir (op. 39) in številne pesmi, predvsem Wiegenlied (op . 49, številka 4, objavljena leta 1868). Ta zadnja je bila napisana na ljudsko besedilo ob rojstvu sina Brahmsove prijateljice Berthe Faber in je znana kot Brahmsova uspavanka.

## Priznanja
V dokumentih Brahmsovega muzeja v Hamburgu je naslednji citat: Orden sind mir wurscht, aber haben will ich sie (»Za kolajne mi je vseeno, imeti jih pa vseeno želim)«.
Dobil je številna odlikovanja, častna članstva, med drugimi tudi ljubljanske Filharmonične družbe in pa častni doktorat Univerze v Wroclawu/Breslau (1879). Je tudi častni občan (do 1948 edini umetnik med njimi) Hamburga.

## Opus

### Orkestrska dela
- Klavirski koncert št. 1,  d-mol, op. 15 (1859)
- Serenada št. 1, D-dur, op. 11 (1860)
- Serenada št. 2, A-dur, op. 16 (1860)
- Variacije na Haydnovo temo op. 56a (1874)
- 21 madžarskih plesov za klavir dvo- in štiriročno (št. 1, 3 in 10 je Brahms leta 1874 in 1876 orkestrtiral)
- Simfonija št. 1, c-mol, op. 68 (1876)
- Simfonija št. 2 D-dur, op. 73 (1877)
- Violinski koncert, d-dur, op. 77 (1879)
- Akademska praznična uvertura, c-mol, op. 80 (1880)
- Tragična uvertura, d-mol op. 81 (1880)
- Klavirski koncert št. 2, B-dur op. 83 (1882)
- Simfonija št. 3, F-dur op. 90 (1884)
- Simfonija št. 4, e-mol op. 98 (1886)
- Dvojni koncert za violino in violončelo, a-mol op. 102 (1888)

### Klavirska glasba

#### Klavir dvoročno
- Sonata št. 1 C-dur op. 1 (1853)
- Sonata št. 2 fis-mol op. 2 (1854)
- Scherzo in es-mol op. 4 (1854)
- Sonata št. 3 f-mol op. 5 (1854)
- Variacije na Schumannovo temo op. 9 (1854)
- Gavotta, op. posth. 3 (1854-55)
- 2 žigi op. posth. 4 (1855)
- 2 sarabandi op. posth. 5 (1854-55)
- 4 ballade op. 10 (1856)
- Variacije na lastno temo op. 21/1 (1861)
- Variacije na madžarsko pesem op. 21/2 (1861)
- Variacije na Händlovo temo op. 24 (1862)
- Variacije na Paganinijevo temo (dva zvezka) op. 35 (1866)
- 16 valčkov (tudi lažja priredba) op. 39 (1865)
- 10 madžarskih plesov op. posth. 1 (1872 predelava štiriročnih izvirnikov iz 1869, glej spodaj)
- 8 klavirskih skladb op. 76 (1879)
- 2 rapsodiji op. 79 (1880)
- 7 fantazij op. 116 (1892)
- 3 intermezzi op. 117 (1892)
- 6 klavirskih skladb op. 118 (1893)
- 4 klavirske skladbe op. 119 (1893)
- 51 etud (1893)

#### Klavir štiriročno
- Souvenir de la Russie, op. posth.
- 21 madžarskih plesov (1869 in 1880)
- Variacije na Schumannovo temo, Es-dur, op. 23 (1863)
- 16 valčkov, op. 39
- 18 ljubezenskih pesmi (valčki), op. 52 a
- 15 novih ljubezenskih pesmi (valčki), op. 65 a

#### Dva klavirja
- Sonata, f-mol, op. 34 (po klavirskem kvintetu v f-molu, op. 34)
- Variacije na temo Josepha Haydna op. 56b (predelava opusa 56a za orkester)

### Komorna glasba s klavirjem
- Klavirski trio A-dur
- Klavirski trio št. 1, H-dur op. 8 (1854, nova različica 1891)
- Klavirski kvartet št. 1, g-mol op. 25 (1863)
- Klavirski kvartet št. 2, A-dur op. 26 (1863)
- Klavirski kvintet f-mol, op. 34 (1865)
- Sonata za violončelo in klavir št. 1, e-mol op. 38 (1865)
- Trio za rog, violino in klavir, Es-dur, op. 40 (1865)
- Klavirski kvartet št. 3, c-mol, op. 60 (1875)
- Sonata za klavir in violino št. 1, G-dur op. 78 (1880)
- Klavirski trio št. 2, C-dur op. 87 (1880)
- Sonata za violončelo in klavir št. 2, F-dur op. 99 (1886)
- Sonata za violino in klavir št. 2, A-dur op. 100 (1886)
- Klavirski trio št. 3, c-mol op. 101 (1887)
- Sonata za violino in klavir št. 3, d-mol op. 108 (1889)
- Trio klarinetov, a-mol op. 114 (1891)
- 2 sonati za klarinet in klavir, f-mol, Es-dur op. 120 (1894)
- Scherzo c-mol za violino in klavir, op. posth. 2

### Komorna glasba brez klavirja
- Godalni sekstet št. 1 B-dur op. 18 (1862)
- Godalni sekstet št. 2 G-dur op. 36 (1866)
- Godalni kvartet št. 1 c-mol op. 51/1 (1873)
- Godalni kvartet št. 2 a-mol op. 51/2 (1873)
- Godalni kvartet št. 3 B-dur op. 67 (1876)
- Godalni kvintet št. 1 F-dur op. 88 (1882)
- Godalni kvintet št. 2 G-dur op. 111 (1891)
- Kvintet klarinetov h-mol op. 115 (1891)

### Orgelska dela
- Fuga as-mol op. post. 8
- Preludij in fuga  a-mol op. post.9
- Preludij in fuga g-mol op. post.10
- Koralna predigra in fuga na temo »O Traurigkeit, o Herzeleid« op. post. 7
- 11 koralnih prediger, op. post. 122

### Zborovska dela
- Missa Canonica op. posth. (1856-, osnutek) - kasneje vkomponirano k Motetom op. 74.1
- Ave Maria op. 12 (1860)
- Pogrebna pesem op. 13 za zbor pihala (1860) orgelska priredba K. M. Komma
- 2 moteta op. 29 (1857-1860): »Schaffe in mir Gott ein rein Herz« op. 29,2 (Psalm 51,12-14)
- Duhovna pesem op. 30
- 12 pesmi in romanc za ženski zbor op. 44
- Nemški rekviem op. 45 (1866/67 in 68; 5. stavek)
- Rinaldo op. 50 (1869)
- Ljubezenske pesmi-valčki in op. 52 (1868) in Nove ljubezenske pesmi op. 65 (1874)
- Rapsodija za alt, moški zbor in orkester na fragment Goethejevega dela »Harzreise im Winter« op. 53 (1869)
- Pesem usode op. 54 (1871)
- Zmagoslavna pesem op. 55 (1871)
- 2 moteta op. 74 (1878): »Warum ist das Licht gegeben dem Mühseligen« op. 74/1 in »O Heiland, reiß die Himmel auf«
- Nänie, op. 82 (1881)
- Gesang der Parzen op. 89 (1882)
- Ciganske pesmi op. 103 in 112 za štiri glasove in klavir
- Praznični in spominski izreki, a cappella op. 109 (1888)
- 3 moteti op. 110 (1889)

- Približno 330 samospevov
- Vier ernste Gesänge (4 resne pesmi) op. 121 (1896)
- Vineta op. 42 št. 2 (1860) (besedilo: Wilhelm Müller)